# Blyth Spartans AFC
Blyth Spartans AFC är en engelsk fotbollsklubb i Blyth, grundad 1899. Hemmamatcherna spelas på Croft Park. Smeknamnet är The Spartans eller The Green Army.
Klubben spelar 2017/18 i National League North (nivå 6 i det engelska ligasystemet).

## Historia
Klubben grundades i september 1899 och gick med i East Northumberland League 1901. Klubben vann ligan tre gånger innan man 1907 bytte liga till Northern Football Alliance. Säsongen efter, 1908/09, vann man den för första gången och 1912/13 vann man den för andra gången, vilket gjorde att man bytte till den halvprofessionella North Eastern League, som man vann en gång, 1935/36.
När North Eastern League lades ned 1958 gick Blyth Spartans först med i Midland Football League i två säsonger och var därefter med och grundade Northern Counties League 1960, vilken efter två säsonger bytte namn till North Eastern League. Denna lades dock ned för gott 1964.
När North Eastern League lades ned för andra gången gick klubben med i Northern League och blev en amatörklubb. Flytten till Northern League var lyckosam och man lyckades vinna ligan tio gånger på 29 säsonger.
Inför säsongen 1994/95 bestämde man sig för att bli en professionell klubb igen och man flyttade upp till Northern Premier League Division One, som man genast vann och gick upp till Northern Premier League Premier Division. Säsongen 2005/06 vann klubben Premier Division och flyttades upp till Conference North. Allt som allt vann man den säsongen en trippel bestående av Northern Premier League Premier Division, Northern Premier League Chairman's Cup och Peter Swailes Shield. När säsongen slutade hade anfallaren Robbie Dale med 36 mål gjort flest mål i någon engelsk professionell liga.
Första säsongen i Conference North blev Blyth Spartans sjua, men därefter gick det sämre och man åkte ur efter 2011/12 års säsong. Efter fem säsonger i Northern Premier League Premier Division vann man divisionen 2016/17 och gick upp till National League North, som Conference North hade bytt namn till.

### FA-cupen
Blyth Spartans har nått femte omgången (åttondelsfinal) av FA-cupen en gång, säsongen 1977/78, och tredje omgången ytterligare tre gånger, säsongerna 1971/72, 2008/09 och 2014/15.
Klubben väckte viss uppmärksamhet när man säsongen 1977/78 nådde femte omgången och på vägen slog ut klubbar som Chesterfield och Stoke City. Man förlorade mot Wrexham med 1–2 efter ett omspel på St James' Park i Newcastle inför 42 167 åskådare. Den första matchen slutade 1–1.

## Meriter

### Liga
- National League North eller motsvarande (nivå 6): Sjua 2006/07 (högsta ligaplacering)
- Northern Premier League Premier Division: Mästare 2005/06, 2016/17
- Northern Premier League Division One: Mästare 1994/95
- Northern League: Mästare 1972/73, 1974/75, 1975/76, 1979/80, 1980/81, 1981/82, 1982/83, 1983/84, 1986/87, 1987/88
- North Eastern League: Mästare 1935/36
- Northern Football Alliance: Mästare 1908/09, 1912/13
- East Northumberland League: Mästare 1903/04, 1905/06, 1906/07

### Cup
- FA-cupen: Femte omgången 1977/78
- Northern League Cup: Mästare 1972/73, 1977/78, 1978/79, 1984/85, 1991/92
- North Eastern League Cup: Mästare 1949/50, 1954/55
- Northumberland Senior Cup: Mästare 1913/14, 1914/15, 1931/32, 1933/34, 1934/35, 1935/36, 1936/37, 1951/52, 1954/55, 1958/59, 1962/63, 1971/72, 1973/74, 1974/75, 1977/78, 1980/81, 1981/82, 1984/85, 1991/92, 1993/94, 2014/15, 2016/17
- Northern Premier League President's Cup: Mästare 1996/97
- Northern Premier League Chairman's Cup: Mästare 2005/06
- Peter Swales Shield: Mästare 2005/06
- Northern Premier League Division One Cup: Mästare 1994/95
- Cairns Cup: Mästare 1905/06, 1906/07
- Tynemouth Infirmary Cup: Mästare 1908/09, 1909/10, 1932/33
- Tyne Charity Shield: Mästare 1913/14, 1925/26 (delad)
- Northumberland Aged Miners Homes Cup: Mästare 1909/10, 1911/12, 1919/20, 1920/21 (delad), 1936/37, 1938/39
- Debenhams Cup: Mästare 1978
- J.R. Cleator Memorial Cup: Mästare 1982, 1983, 1984, 1988, 1992
- Beamish Trophy: Mästare 1993, 1994, 1995, 1997
- South Tyneside Football Benevolent Fund Gazette Cup: Mästare 1995/96

### Webbkällor
- ”Club History” (på engelska). Blyth Spartans AFC. http://www.blythspartans.com/club-history. Läst 18 december 2017.